# Maksîmivka, Nikopol
Maksîmivka (în ucraineană Максимівка) este un sat în comuna Șevcenkove din raionul Nikopol, regiunea Dnipropetrovsk, Ucraina.

## Demografie
Componența lingvistică a localității Maksîmivka
     Ucraineană (96,46%)
     Rusă (1,77%)
     Belarusă (1,77%)
Conform recensământului din 2001, majoritatea populației localității Maksîmivka era vorbitoare de ucraineană (96,46%), existând în minoritate și vorbitori de rusă (1,77%) și belarusă (1,77%).